# Divisione Calcio a 5
La Divisione Calcio a 5 es el órgano de Federación Italiana de Fútbol que gestiona la modalidad del fútbol sala en Italia. Es una de las ligas más importantes en el mundo aunque ha perdido protagonismo en Europa durante la década del 2010. Organiza la Serie A (la única división realmente profesional), la Serie A2, la Serie B y sus respectivas Copa Italia, la Supercopa, la Coppa della Divisione, la Serie A femenina, la Serie A2 femenina y sus respectivas Copa Italia femenina, además de los campeonatos Sub-19 masculino y femenino.

## Historia
El primer intento de una competición nacional de fútbol sala en Italia surgió en 1978 con la Federcalcetto, poco tiempo después la Federazione Italiana di Calcetto organizó su propia competición. Hasta 1983 coexistieron estas 2 ligas. La temporada 1983/1984 fue la primera.
En 1989, la asamblea nacional de los clubes de fútbol sala delegó a la Lega Nazionale Dilettanti la gestión de este deporte a través la entidad de la Divisione Calcio a 5.

## Sistema de competición
En la Serie A los 16 clubes participantes se enfrentan entre sí de local y de visita.  Al final de la temporada regular, los ocho mejores equipos participarán en la fase de play-off por el título y la plaza en la Liga de Campeones de Futsal de la UEFA 2023-2024. El número de descensos se ha fijado en cuatro, uno de los cuales se producirá mediante eliminatorias, que se disputarán entre los equipos clasificados en los puestos quinto y cuarto.
Las lista de jugadores convocados para cada partido tiene un máximo de 12 jugadores.
En los partidos oficiales, es obligatorio incluir en la lista a jugadores mayores de 15 años, de los cuales al menos siete deben estar formados en Italia.

## Equipos de la Serie A (2022/23)
| Club              | Ciudad                           |
| ----------------- | -------------------------------- |
| Came Dosson       | Dosson (Treviso)                 |
| Ciampino Aniene   | Ciampino (Roma)                  |
| Feldi Eboli       | Éboli (Salerno)                  |
| Italservice       | Pésaro                           |
| L84               | Brandizzo (Turín)                |
| Melilli           | Melilli (Siracusa)               |
| Meta Catania      | Catania                          |
| Monastir Kosmoto  | Monastir (Cerdeña del Sur)       |
| Napoli Futsal     | Nápoles                          |
| Olimpus Roma      | Roma                             |
| Pescara           | Pescara                          |
| Futsal Pistoia    | Pistoia                          |
| Real San Giuseppe | San Giuseppe Vesuviano (Nápoles) |
| Sandro Abate FS   | Mercogliano (Avellino)           |

## Palmarés Serie A
| Temporada | Campeón                                           |
| --------- | ------------------------------------------------- |
| 1983/84   | Roma Barilla                                      |
| 1984/85   | Roma Barilla                                      |
| 1985/86   | Ortana Griphus                                    |
| 1986/87   | Marino Calcetto                                   |
| 1987/88   | Roma RCB                                          |
| 1988/89   | Roma RCB                                          |
| 1989/90   | Roma RCB                                          |
| 1990/91   | Roma RCB                                          |
| 1991/92   | BNL Calcetto                                      |
| 1992/93   | Torrino                                           |
| 1993/94   | Torrino                                           |
| 1994/95   | BNL Calcetto                                      |
| 1995/96   | BNL Calcetto                                      |
| 1996/97   | BNL Calcetto                                      |
| 1997/98   | Lazio C5                                          |
| 1998/99   | Torino Calcio a 5                                 |
| 1999/00   | Genzano C5                                        |
| 2000/01   | Lamaro Roma RCB                                   |
| 2001/02   | Furpile Prato                                     |
| 2002/03   | Furpile Prato                                     |
| 2003/04   | Samia Arzignano                                   |
| 2004/05   | Erregi Travel Perugia                             |
| 2005/06   | Samia Arzignano                                   |
| 2006/07   | Luparense C5                                      |
| 2007/08   | Luparense C5                                      |
| 2008/09   | Luparense C5                                      |
| 2009/10   | Daf Chemiservice Montesilvano                     |
| 2010/11   | Marca Futsal                                      |
| 2011/12   | Luparense C5                                      |
| 2012/13   | Marca Futsal                                      |
| 2013/14   | Luparense C5                                      |
| 2014/15   | Pescara C5                                        |
| 2015/16   | Asti C5                                           |
| 2016/17   | Luparense C5                                      |
| 2017/18   | Acqua e Sapone C5                                 |
| 2018/19   | Italservice Pesaro                                |
| 2019/20   | Campeonato suspendido por la pandemia de COVID-19 |
| 2020/21   | Italservice Pesaro                                |
| 2021/22   | Italservice Pesaro                                |
| 2022/23   | Feldi Eboli                                       |

## Palmarés Copa Italia
| Temporada | Campeón                                       |
| --------- | --------------------------------------------- |
| 1985/86   | Circolo Canottieri Aniene                     |
| 1986/87   | Circolo Canottieri Aniene                     |
| 1987/88   | Eur Olimpia Roma                              |
| 1988/89   | Roma RCB                                      |
| 1989/90   | Roma RCB                                      |
| 1990/91   | Torrino                                       |
| 1991/92   | Torrino                                       |
| 1992/93   | Torrino                                       |
| 1993/94   | Torrino                                       |
| 1994/95   | Torrino                                       |
| 1995/96   | Torino Calcio a 5                             |
| 1996/97   | Torino Calcio a 5                             |
| 1997/98   | Lazio C5                                      |
| 1998/99   | Lazio C5                                      |
| 1999/00   | Genzano C5                                    |
| 2000/01   | BPA Augusta                                   |
| 2001/02   | Furpile Prato                                 |
| 2002/03   | Lazio C5                                      |
| 2003/04   | Furpile Prato                                 |
| 2004/05   | AS Nepi                                       |
| 2005/06   | Alter Ego Luparense                           |
| 2006/07   | Fas Icoper Montesilvano                       |
| 2007/08   | Alter Ego Luparense                           |
| 2008/09   | TFL Arzignano                                 |
| 2009/10   | Marca Futsal                                  |
| 2010/11   | Lazio C5                                      |
| 2011/12   | Asti C5                                       |
| 2012/13   | Alter Ego Luparense                           |
| 2013/14   | Acqua e Sapone C5                             |
| 2014/15   | Asti C5                                       |
| 2015/16   | Pescara C5                                    |
| 2016/17   | Pescara C5                                    |
| 2017/18   | Acqua e Sapone C5                             |
| 2018/19   | Acqua e Sapone C5                             |
| 2019/20   | Torneo suspendido por la pandemia de COVID-19 |
| 2020/21   | Italservice Pesaro                            |
| 2021/22   | Italservice Pesaro                            |
| 2022/23   | Real San Giuseppe                             |